# Lew Matwejewitsch Wainschtein
Lew Matwejewitsch Wainschtein (russisch Лев Матвеевич Вайнштейн; * 12. März 1916 in Jekaterinburg, Russisches Kaiserreich; † 25. Dezember 2004 in Moskau) war ein sowjetischer Sportschütze.

## Erfolge
Lew Wainschtein nahm an den Olympischen Spielen 1952 in Helsinki teil. Mit dem Freien Gewehr belegte er im Dreistellungskampf über 300 m hinter Anatoli Bogdanow und Robert Bürchler den dritten Rang und gewann so die Bronzemedaille. Mit der Freien Pistole wurde er Fünfter.
Zwei Jahre darauf wurde Wainschtein in Caracas in den Mannschaftskonkurrenzen mit der Freien Pistole und der Großkaliberpistole Weltmeister. Mit letzterer sicherte er sich 1958 in Moskau mit der Mannschaft zudem die Silbermedaille.